# Rodrigo Faour
Rodrigo Faour (Rio de Janeiro, 1972) é um crítico musical, jornalista, produtor musical e historiador de música popular brasileira (MPB). Formou-se em jornalismo em 1994 na Pontifícia Universidade Católica do Rio de Janeiro (PUC-Rio). De 1996 até 2000, Faour trabalhou como repórter e crítico de MPB no jornal Tribuna da Imprensa e, entre 2000 e 2001, trabalhou no website Cliquemusic. Em 2002, passou a trabalhar domo produtor musical e lançou o disco “A voz poderosa de Leny Eversong”.
É o autor das biografias de Angela Maria ("A Eterna Cantora do Brasil"), Dolores Duran ("A Noite e as Canções de uma Mulher Fascinante"), Cauby Peixoto ("Bastidores - 50 Anos da Voz e do Mito") e Claudette Soares ("A Bossa Sexy e Romântica de Claudette Soares), além do livro "História Sexual da MPB", lançado em 2006, pioneiro estudo de música e comportamento lançado no Brasil. Em 2021, lançou "História da Música Popular Brasileira Sem Preconceitos".